# Rejosende
Rejosende (llamada oficialmente Rexosende) es una entidad de población situada en la parroquia de Soutochao, del municipio español de Villardevós, en la provincia de Orense, Galicia.

## Demografía
| Gráfica de evolución demográfica de Rejosende entre 2000 y 2023 |
|                                                                 |
| Datos según el nomenclátor publicado por el INE.                |